# Colusita
La colusita és un mineral de la classe dels sulfurs, que pertany al grup de la germanita. Rep el seu nom de l'indret on va ser descoberta l'any 1932, la mina East Colusa, a Butte (Montana, EUA).

## Característiques
La colusita és un sulfur de fórmula química Cu₁₂VAs₃S16. Cristal·litza en el sistema isomètric de manera granular, massiva; també en agregats complexos de cristalls tetraèdrics modificats, de fins a 5 mm. La seva duresa a l'escala de Mohs és de 3 a 4.
Segons la classificació de Nickel-Strunz, la colusita pertany a «02.CB - Sulfurs metàl·lics, M:S = 1:1 (i similars), amb Zn, Fe, Cu, Ag, etc.» juntament amb els següents minerals: coloradoïta, hawleyita, metacinabri, polhemusita, sakuraiïta, esfalerita, stil·leïta, tiemannita, rudashevskyita, calcopirita, eskebornita, gal·lita, haycockita, lenaïta, mooihoekita, putoranita, roquesita, talnakhita, laforêtita, černýita, ferrokesterita, hocartita, idaïta, kesterita, kuramita, mohita, pirquitasita, estannita, stannoidita, velikita, chatkalita, mawsonita, germanita, germanocolusita, nekrasovita, stibiocolusita, ovamboïta, maikainita, hemusita, kiddcreekita, polkovicita, renierita, vinciennita, morozeviczita, catamarcaïta, lautita, cadmoselita, greenockita, wurtzita, rambergita, buseckita, cubanita, isocubanita, picotpaulita, raguinita, argentopirita, sternbergita, sulvanita, vulcanita, empressita i muthmannita.

## Formació i jaciments
La colusita és un mineral sovint trobat amb altres sulfurs i sulfosal, típicament apareix en filons hidrotermals i dipòsits de coure disseminats.
Ha estat trobat a l'Afganistan, l'Argentina, Armènia, Austràlia, Àustria, Bolívia, Bulgària, el Canadà, els Estats Units, França, Grècia, Hongria, Itàlia, el Japó, el Kazakhstan, Mongòlia, Namíbia, Noruega, el Perú, les Filipines, la República Democràtica del Congo, Rússia, Sèrbia, Suïssa, Tanzània, Xile, la Xina.
Sol trobar-se associada amb altres minerals com: Pirita, tetraedrita-tennantita, enargita, luzonita, stannoidita, goldfieldita, germanita, renierita, bornita, calcocita, covel·lita, calcopirita, esfalerita, galena.